# ثابت ستيفان-بولتزمان
ثابت ستيفان-بولتزمان (بالإنجليزية: Stefan–Boltzmann constant)‏ هو ثابت فيزيائي وهو ثابت التناسب في قانون ستيفان - بولتزمان.
يمكن اشتقاق ثابت ستيفان بولتزمان (التجريبي أصلا) من العلاقة
{\displaystyle \sigma ={\frac {2\pi ^{5}k_{\rm {B}}^{4}}{15h^{3}c^{2}}}={\frac {\pi ^{2}k_{\rm {B}}^{4}}{60\hbar ^{3}c^{2}}}=5.670367(13)\,\times 10^{-8}\ {\textrm {J}}{\cdot }{\textrm {m}}^{-2}{\cdot }{\textrm {s}}^{-1}{\cdot }{\textrm {K}}^{-4},}
حيث:
- kB e ثابت بولتزمان
- h ثابت بلانك
- ħ ثابت بلانك المختصر
- c سرعة الضوء في الفراغ.